# Cyrtandra campanulata
Cyrtandra campanulata är en tvåhjärtbladig växtart som beskrevs av Franz Reinecke. Cyrtandra campanulata ingår i släktet Cyrtandra och familjen Gesneriaceae. Inga underarter finns listade i Catalogue of Life.